# Сън в лятна нощ
„Сън в лятна нощ“ (на английски: Midsummer Night's Dream) е комедия от Уилям Шекспир. Смята се, че е написана между 1590 и 1596 г. Тя описва събитията около сватбата на херцога на Атина, Тезей, и Хиполита. Те включват приключенията на четирима влюбени младежи от Атина и една група от шестима самодейни актьори, които са контролирани и манипулирани от феи, населяващи горите, където са поместени повечето събития. Пиесата е една от най-популярните творби на Шекспир и е изпълнявана в цял свят.

## Действащи лица
Атиняните
- Тезей – херцог на Атина
- Хиполита – кралицата на амазонките, сгодена за Тезей
- Филострат – уредник на забавите в двора на Тезей
- Егей – баща на Хермия
- Хермия – дъщеря на Eгей, влюбена в Лизандър
- Елена – влюбена в Деметрий
- Лизандър – влюбен в Хермия
- Деметрий – влюбен в Хермия

Феи
- Оберон – крал на феите
- Титания – съпругата Оберон и кралица на феите
- Пък – слуга на Оберон

Актьорска трупа
- Клина (Дюлята) – дърводелец
- Кросното – тъкач
- Робин Комара – шивач
- Талашко – столар
- Пискуна – кърпач
- Носльото – медникар

## Фабула
В пиесата има три фабули, взаимосвързани от празнуването на сватбата на Тезей от Атина и царицата на Амазон, Хиполита. Сватбата се състои в гората, в царството на феите, под светлината на луната.
Пиесата започва с Хермия, която е влюбена в Лизандър. Тя отказва да се подчини на баща си, Егей, да се омъжи за Деметрий – мъж, който той ѝ е отредил. Вбесен, Егей, се позовава на древно Атинско право, пред Тезей – дъщерята трябва да се омъжи за избрания от баща си, или да бъде убита. Тезей ѝ предлага друг избор:безкрайна чистота, докато се покланя на богинята Диана, като монахиня.
Дюлята и колегите му плануват да изиграят пиеса за сватбата на херцога и кралицата, „най-тъжната комедия и най-жестоката смърт на Пирам и Тисба“. Дюлята чете имената на героите и казва кой играч, кой герой ще играе. Кросното, който играе главната роля на Пирам, е прекалено ентусиазиран и иска да е по-доминантен от другите, предлага се за героите на Тисба, лъвът, и Пирам по същото време. Той също така иска да бъде и тиранин. Дюлята завършва срещата – „ще се срещнем до дъба на херцога“.
В паралелна сюжетна линия Оберон, цар на феите, и Титания, неговата кралица, са дошли до гората извън Атина. Титания казва на Оберон, че възнамерява да остане там, докато не дойде време за сватбата. Оберон и Титания са отчуждени (почти скарани), защото Титания не иска да му даде нейното Индийско момче (дете, за което се вярва, че родителите му са тайно заместени с феи в ранната му детска възраст), за да го ползва като негов рицар или привърженик. Тя не иска да му даде детето, защото майката е била неин поклонник. Оберон се стреми да накаже Титания за нейното непослушание. Той призовава Пък, неговия проницателен и мошенически зъл дух, да му помогне да направи магически сок от цвете, наречено „любов-в-безделие“. Когато напитката се нанесе на клепачите на спящ човек, този човек, когато се събуди, се влюбва в първото живо същество, което види. Той инструктира Пък да намери цветето, с надеждата да накара Титания да се влюби в животно от гората и по този начин да я засрами, и да я накара да му даде малкото Индийско дете.
Хермия и Лизандър стигат до същата гората с надеждата да избягат. Елена отчаяно иска да си върне любовта на Деметрий, разказва му за плана и той ги следи в гората надявайки се да убие Лизандър. Тя му обещава да го обича повече от Хермия. Въпреки това, той я отблъсква с жестоки обиди. Наблюдавайки това, Оберон нарежда на Пък да сложи малко от магическия сок на клепачите на младия атински човек. Вместо това, Пък, понеже никога не е виждал нито Деметрий, нито Лизандър, слага от магическия сок на клепачите на втория. Елена, минавайки покрай него, го събужда, опитвайки се да разбере дали е мъртъв, или спи. Лизандер се събужда и в същия момент се влюбва в Елена. Оберон вижда как Деметрий още преследва Хермия и е разярен. Когато Деметрий отива да спи, Оберон праща Пък да доведе Елена, докато той слага от магическия сок на очите на Деметрий. Когато се събужда, Димитър вижда Елена и в същия момент се влюбва в нея. Сега и двамата се стремят към Елена. Въпреки това, тя е убедена, че и се подиграват, защото нито един от двамата не я е обичал. Хермия не разбира защо любимият ѝ я оставя и обвинява Елена, че и е откраднала Лизандър. Четиримата се карат помежду си, докато Деметрий и Лизандър почват да търсят място за дуел, за да покажат кой повече обича Елена. Оберон, нарежда на Пък, да не позволява двубоя и да премахне магията. Лизандър и отново обича Хермия, докато Деметрий продължава да обича Елена.
По същото време Дюлята и неговите колеги уреждат да играят представлението за Пирам и Тисба, за сватбата на Тезей, и влизат в гората близо до жилището на Титания, за да направят репетиция. Пък превръща главата на Кросното в магарешка. Когато Кросното се връща, другите му колеги почват да тичат и да крещят, обърквайки по този начин Кросното, защото той не е усетил трансформацията. Решен да ги изчака да се върнат, той почва да си пее. Пеейки, събужда Титания, тя го поглежда и веднага се влюбва в него. Докато тя е в състояние на привързаност, Оберон взима индийското дете. Постигайки това което иска, Оберон освобождава Титания и нарежда на Пък да премахне магарешката глава на Кросното, и да уреди всичко да изглежда така, че като Хермия, Лизандър, Деметрий и Елена се събудят, да вярват, че са сънували.
Феите тогава изчезват и Тезей и Хиполита пристигат на сцената, докато участват в сутрешен лов. Те събуждат любовниците, и понеже Деметрий вече не обича Хермия, Тезей отхвърля изискванията на Егей, и урежда групова сватба. Любовниците решават, че всичко, което им се е случило през нощта, е било сън. Кросното се събужда и той също решава, че е сънувал. В Атина Тезей, Хиполита и любвниците гледат актьорите как изпълняват Пирам и Тисба. Понеже, не са се подготвили както трябва, те изпълняват толкова лошо ролите си, че по едно време гостите почват да се смеят, все едно гледат комедия. И след това всичките отиват да спят. Оберон, Титания, Пък и другите феи влизат и благославят къщата и живущите с късмет. Когато всичките герои излизат, Пък се връща и казва на публиката, че те може би току-що са доживели нищо друго, а просто сън.

## Стихотворен размер

### Употреба на проза и стихове
И двете, проза и стихове, можем да открием в ”Сън в лятна нощ”, но не се използват произволно. Те имат своя собствена цел. Като цяло, Шекспир използва проза за хумористични текстове и за разговор на вулгарни герои, докато стиха намираме в поетичните части на пиесата. Така Кросното и приятелите му редовно говорят в проза, а феи и любители говорят в стих. Когато проза и стихове се използват заедно, съюзът е обикновено с цел издигане на контраста.

### Бял стих
Този стих се нарича неримуван ямбичен пентаметър – пентаметър, защото десетте срички в линията се делят на пет групи; и ямбичен, защото всяка стъпка е ямб, т.е, съдържаща две срички, от които само втората е акцентирана. Други имена за този вид размер са бели стихове и героичен стих.

### Стихът на феите
Голяма част от стиха, говорен от феи, е хореичен. Линиите са различни по дължина, но винаги са кратки. Хореичен размер обикновено се използва от Шекспир за речта на свръхестествените същества. Мерките за леко стъпване изглеждат особено подходящи за феите.

## Символи и мотиви

### Луната
Обикновено Шекспировите пиеси се изпълняват предимно на дневна светлина, ето защо той е принуден да създаде идеята за тъмнина или полу-светлина във въображението на публиката си – там, където няма светлини за изключване. В допълнение, тези повтарящи се лунни препратки работят върху публиката чрез създаване на атмосфера на съновидения. Познати неща изглеждат по различен начин на лунна светлина; те се възприемат съвсем буквално в различна светлина. Трябва да се отбележи и митологичното ѝ значение. Лунните богини Луна и Диана се свързват с целомъдрие, от една страна, и плодородие, от друга; две качества, които са обединени във верен брак, който пиесата празнува.

### Любов
Доминиращата тема в „Сън в лятна нощ“ е любовта. Шекспир изследва как хората са склонни да се влюбват в тези, които изглеждат хубави за тях. Хората, които мислим, че обичаме по едно време в живота ни, могат по-късно да изглеждат не само непривлекателни, но дори отблъскващи. Една от идеите на пиесата е, че истинската любов е много повече от просто физическо привличане и триумфира в края, донасяйки щастие и хармония.

### Ред и безредие
Сън в лятна нощ също се занимава с темата за ред и безредие. Редът на семейството на Егей е застрашен, защото дъщеря му иска да се омъжи против волята му. Когато жителите на града се намират в гората, далеч от тяхното йерархично общество, редът се разпада и взаимоотношенията са разпокъсани. Но това е комедия, и взаимоотношения са по-щастливо преустроени в свободната атмосфера на гората, преди героите да се върнат в обществото.

## В България
На 16 декември 1978 г. в сатиричен театър „Алеко Константинов“ е премиерата на постановката от Маргарита Младенова „Сън в лятна нощ“. Пиесата се изпълнява още в читалище „Светлина 1939 г.“ (Поморие), Драматично-куклен театър „Иван Радоев“ (Плевен), Народен театър „Иван Вазов“, и др.
Най-новите библиофилски книги на издателство „Захарий Стоянов“ са посветени на 450-годишнината от рождението на Шекспир. Това са неговите „Сонети“ в три български превода – на Владимир Свинтила, Валери Петров и Евгения Панчева. Изданията са предоставени като дарение на фонда на Националната библиотека „Св. св. Кирил и Методий“, както и на редица депозитни библиотеки.